# Orpí
Orpí település Spanyolországban, Barcelona tartományban. Lakosainak száma 178 fő (2024).

## Földrajza
Orpí La Llacuna, Santa Maria de Miralles, Santa Margarida de Montbui, Vilanova del Camí és Carme községekkel határos.

## Népesség
A település lakosságának változását az alábbi diagram mutatja:
| Lakosok száma | 73   | 472  | 307  | 253  | 151  | 175  | 187  | 131  | 147  | 178  |
|               | 1717 | 1887 | 1936 | 1960 | 1986 | 2004 | 2009 | 2014 | 2019 | 2024 |